# Hans-Joachim Bull
Hans-Joachim Bull (* 1906; † 1977) war ein deutscher Richter und Rechtsanwalt.
Bull veröffentlichte verschiedene Fachbücher.
Er war verheiratet und hatte einen Sohn, den deutschen Rechtswissenschafter und Politiker (SPD) Hans Peter Bull.

## Veröffentlichungen (Auswahl)
- Zur Frage der aufschiebenden Wirkung von Rechtsmitteln gegen Verwaltungsakte. Sanftenberg, Wittstock 1931 (Zugleich: Dissertation, Universität Münster, 1931).
- Recht ist Leben – Erkenntnisse und Bekenntnisse eines Richters. Beck, München/Berlin 1958.
- Prozesshilfen. Beck, München/Berlin 1958 (4. Aufl. 1981, ISBN 3-406-08417-6).
- Abhandlungen zum Zivilprozess. Beck, München/Berlin 1961.
- Prozesskunst – Führungen durch den Zivilprozess. Vahlen, Berlin/Frankfurt am Main 1964 (2., neubearb. Aufl. u.d.T.: Prozesskunst – Beratungen zum Prozesserfolg. Beck, München 1975, ISBN 3-406-04383-6).